# Hanchipura, Heggadadevankote
Hanchipura là một làng thuộc tehsil Heggadadevankote, huyện Mysore, bang Karnataka, Ấn Độ.